# 이상혁 (축구 선수)
이상혁(2000년 1월 19일 ~ )은 대한민국의 축구 선수이다. 포지션은 미드필더이며 현재 세군다 디비시온의 FC 카르타헤나 소속이다.